# SM U-43 (1914)
SM U-43 – niemiecki okręt podwodny typu U-43 zbudowany w Kaiserliche Werft w Gdańsku w latach 1913-1915. Wodowany 26 września 1914 roku, wszedł do służby w Cesarskiej Marynarce Wojennej 30 kwietnia 1915 roku. Służbę rozpoczął w III Flotylli pod dowództwem kapitana Hellmutha Jürsta. U-43 w czasie jedenastu patroli zatopił 47 statków o łącznej pojemności 114 323 BRT. Oraz 2 jako pryz.
Od 18 kwietnia do kapitulacji w listopadzie 1918 roku okrętem dowodził kapitan Johannes Kirchner Największą zdobyczą U-43 pod dowództwem Kirchera był brytyjski parowiec SS „Subadar” o  pojemności 4911 BRT, storpedowany 27 lipca 1918 roku, około 112 mil od Cabo da Roca w Portugalii. 
Po zakończeniu I wojny światowej okręt został poddany, następnie przetransportowany do Wielkiej Brytanii i w 1922 roku zezłomowany.